# Idoani
Idoani és una petita ciutat de l'estat d'Ondo a Nigeria. La població és al tomb dels 15.000 habitants. A la ciutat hi ha el Federal Government College. És també la seu de la Confederació d'Idoani, un estat tradicional.